# Jerry Shipp
Jerome Franklin ”Jerry” Shipp, född 27 september 1935 i Shreveport, Louisiana, död 5 oktober 2021 i Durant, Oklahoma, var en amerikansk basketspelare.
Shipp blev olympisk mästare i basket vid sommarspelen 1964 i Tokyo.